# 아이젠하워 공원

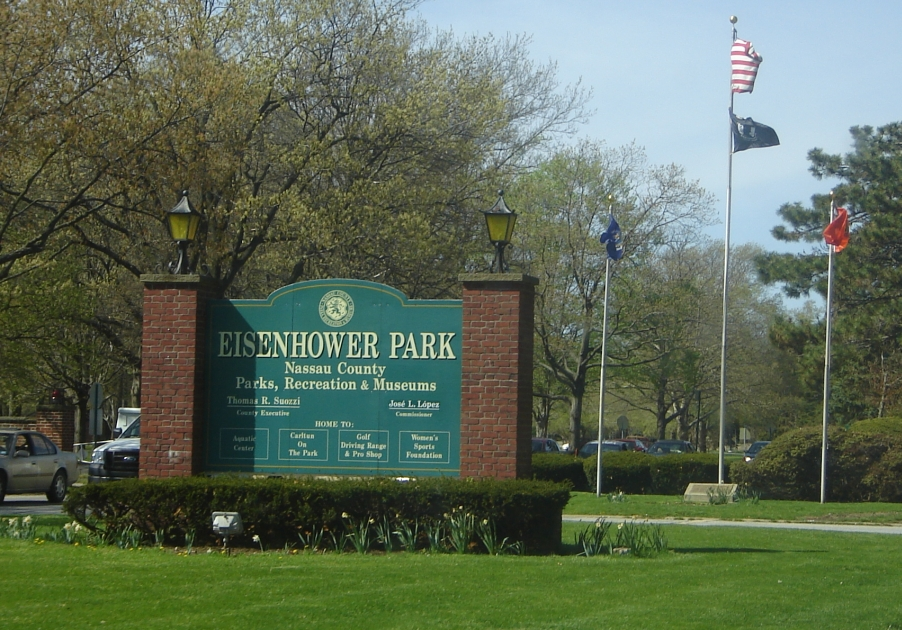
아이젠하워 공원

아이젠하워 공원(영어: Eisenhower Park)은 미국 뉴욕주 이스트메도에 있는 공원이다. 총 면적은 3.8km2로, 센트럴 파크보다 크다. 골프장도 공원 내에 있어 매년 골프 대회인 커머스 뱅크 챔피언십이 개최된다. 일본군 위안부 기림비가 세워져있다.